# Institut Balear
L'Institut Balear va ser una institució d’ensenyament mitjà de Palma creada per ordre reial el 25 d'octubre de 1835, gràcies a una iniciativa de la Societat Econòmica Mallorquina d'Amics del País. Inaugurat pel gener del 1836, significà la posada en aplicació a les Balears del pla definit per Gaspar Melchor de Jovellanos trenta anys abans, disposà de les rendes i donacions de l'antic col·legi de Monti-sion —al local del qual s'instal·là—, que abans havien pertangut a l'Estudi General Lul·lià. L'Institut representava la voluntat d'adequar els ensenyaments a les necessitats d'una societat en transformació. Fou el primer institut d'ensenyament mitjà de l'estat espanyol i proporcionava una educació amb sentit modern.
Desaparegué el 1840-42, i fou substituït, per ordre de la Junta Revolucionària de Mallorca, per la Universitat Literària de Mallorca. Dirigit del 1846 al 1900 per Francesc Manuel de los Herreros, que també va ser el secretari de l'arxiduc Lluís Salvador, en foren professors, entre molts altres, Miquel Moragues i Montserrat, Josep Lluís Pons i Gallarza, Joaquim Botia, Josep Monlau i Sala, Pere Estelrich i Fuster, Francesc Barceló i Combis i Lluís Pou, i hi assistiren com a alumnes Marià Aguiló i Fuster, Pere d'Alcàntara Penya, Miquel Costa i Llobera, Joan Rosselló de Son Forteza, Miquel dels Sants Oliver, etc. L'Institut aconseguí un gran prestigi educatiu i, entre altres coses, fou un dels gresols de la Renaixença a Mallorca.